# Franklin (villa)
Franklin es una villa ubicada en el condado de Delaware en el estado estadounidense de Nueva York. En el año 2000 tenía una población de 402 habitantes y una densidad poblacional de 450 personas por km².

## Geografía
Franklin se encuentra ubicada en las coordenadas 42°20′26″N 75°9′57″O / 42.34056, -75.16583.

## Demografía
Según la Oficina del Censo en 2000 los ingresos medios por hogar en la localidad eran de $30,486, y los ingresos medios por familia eran $36,500. Los hombres tenían unos ingresos medios de $31,250 frente a los $18,750 para las mujeres. La renta per cápita para la localidad era de $17,056. Alrededor del 13.1% de la población estaban por debajo del umbral de pobreza.